# 丹沢主脈

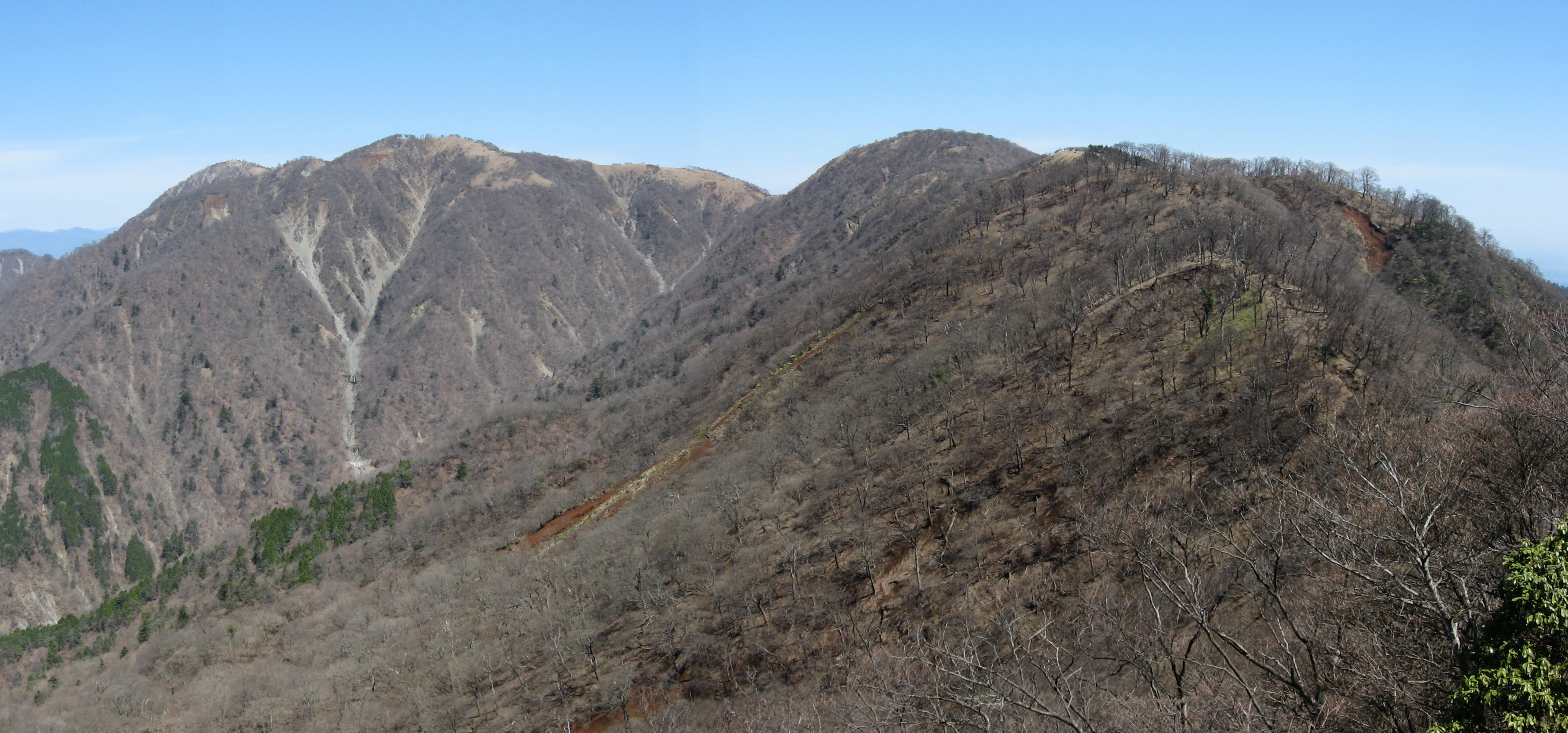
塔ノ岳直下から見た丹沢主脈の山々

丹沢主脈（たんざわしゅみゃく）とは丹沢山地の塔ノ岳から丹沢山や丹沢山地最高峰の蛭ヶ岳を経て焼山に至る稜線で、丹沢山地を構成する大きな稜線の一つである。
大倉やヤビツ峠など登山口が近い塔ノ岳までは登山者が多いが、塔ノ岳以北になると登山者はやや少なくなり、静かな山歩きが楽しめる。丹沢山から蛭ヶ岳にかけては丹沢山地で最も標高が高く、木立が少ないので展望が良い。

## 丹沢主脈の山々
- 塔ノ岳 (1,491m)
- 日高 (1,461m)
- 竜ヶ馬場 (1,504m)
- 丹沢山 (1,567m)
- 箒杉沢ノ頭 (1,550m)
- 不動ノ峰 (1,614m)
- 棚沢ノ頭 (1,590m)
- 鬼ヶ岩ノ頭 (1,608m)
- 蛭ヶ岳 (1,673m)
- 姫次 (1,433m)
- 黍殻山 (1,273m)
- 焼山 (1,060m)

## 丹沢主脈の山小屋
- 尊仏山荘 (塔ノ岳山頂)
- みやま山荘 (丹沢山山頂)
- 蛭ヶ岳山荘 (蛭ヶ岳山頂)
- 黍殻避難小屋 (黍殻山付近 無人)